# Arexion suavis
Arexion suavis is een rechtvleugelig insect uit de familie doornsprinkhanen (Tetrigidae). De wetenschappelijke naam van deze soort is voor het eerst geldig gepubliceerd in 1929 door Rehn.
1. ↑  (en) Arexion suavis op de IUCN Red List of Threatened Species.